# ТНА-400
45°3′9.73″ пн. ш. 33°53′24.92″ сх. д. / 45.0527028° пн. ш. 33.8902556° сх. д.
ТНА-400 — перший радянський високоточний малосерійний радіотелескоп з діаметром головного рефлектора 32 метри. Створений для забезпечення запусків космічних апаратів до Місяця і планет сонячної системи. Розташований в селищі Шкільне, за 21 км від Сімферополя. Досвід створення та експлуатації радіотелескопа став основою для серії радянських радіотелескопів П-400.

## Конструкція
Антена ТНА-400 виконана за дводзеркальною схемою з параболічним профілем рефлектора. У 1971 році була модифікована до тридзеркальної дводіапазонної системи. До складу кожної антени входять:
- Дзеркало діаметром 32 м;
- Контррефлектор;
- Опромінювальна система;
- Хвилеводні тракти;
- Опорно-поворотний пристрій;
- Електросиловий привід;
- Датчики кутів;
- Апаратура наведення;
- Кабіни для розміщення приймально-передавальної апаратури.

Конструкція дзеркала складається з опорної основи, каркаса та відбивних щитів. Каркас та основа виконані зі сталі.
Нерухомою опорною основою опорно-поворотного пристрою є вежа-фундамент — залізобетонна будівля у вигляді порожнистої зрізаної шестигранної піраміди, фундаментом якої служить монолітна плита, що забезпечує стійкість усієї антенної системи. Усередині вежі-фундаменту розташовуються механізми та електрорадіоустаткування. Для розміщення радіоапаратури додатково передбачено кабіни на обертовій частині опорно-поворотного пристрою.
Обертання антени забезпечується опорно-поворотним пристроєм баштового типу з великою базою між підшипниками вертикальної осі.
Система цифрового управління була розроблена та надалі модернізувалася Проблемною лабораторією електронно-обчислювальних машин Міністерство вищої та середньої спеціальної освіти СРСР при Фізико-технічному інституті Горьківського державного університету.
Обидва параболічні допоміжні дзеркала мають діаметр близько 1 м. Перше допоміжне дзеркало розташоване поблизу фокусу параболоїда головного дзеркала, друге допоміжне дзеркало — біля його вершини. Опромінювач сантиметрового діапазону стоїть у фокусі другого допоміжного дзеркала. Перше допоміжне дзеркало виконане з диполів і є прозорим для поля опромінювача дециметрового діапазону, який встановлено у фокусі головного дзеркала. Електродинамічний проєктування антени було виконано в НДІ-17 під керівництвом Л. Д. Бахраха.

## Історія

### В СРСР
В 1959 році, у в зв'язку з прийнятою урядом СРСР програмою польотів у бік Місяця, Особливе конструкторське бюро Московського енергетичного інституту (ОКБ МЕІ) внесло дві пропозиції, одна з яких стосувалась створення великої антени з ефективною поверхнею 200 м² з метою забезпечення зв'язку з космічними апаратами в районі Місяця.
Розробка антени ТНА-200 ґрунтувалася на роботах ОКБ МЕІ, розпочатих у Секторі спеціальних робіт у складі Відділу науково-дослідних робіт МЕІ в 1956 році. Після розробки технічної документації в Центральному науково-дослідному і проєктному інституті будівельних металоконструкцій були розгорнуті роботи з будівництва двох антен ТНА-200: на полігоні ОКБ МЕІ «Ведмежі озера» під Москвою і біля селища Шкільне. Першою була введена в дію антена ТНА-200 з діаметром дзеркала 25 метрів біля Шкільного, незабаром вона була модернізована, і під назвою ТНА-400 її успішно використовували для багатьох космічних місій аж до кінця XX століття.
Основна робота комплексу антени відбувалася за програмами «Луна» і «Луноход»: тут було прийнято перше зображення з поверхні Місяця, передане космічним апаратом «Луна-9», тут знаходився центр управління «Луноходами».
З грудня 1968 по листопад 1969 року велося стеження за космічними кораблями експедицій «Аполлон-8", «Аполлон-10», «Аполлон-11» і «Аполлон-12».

Роботи з далекого космосу проводилися спільно з Євпаторійським центром далекого космічного зв'язку. Звідси велося управління польотами космічних апаратів серій "Венера" і "Марс". Тут були прийняті перші зображення поверхні Венери з "Венери-13".

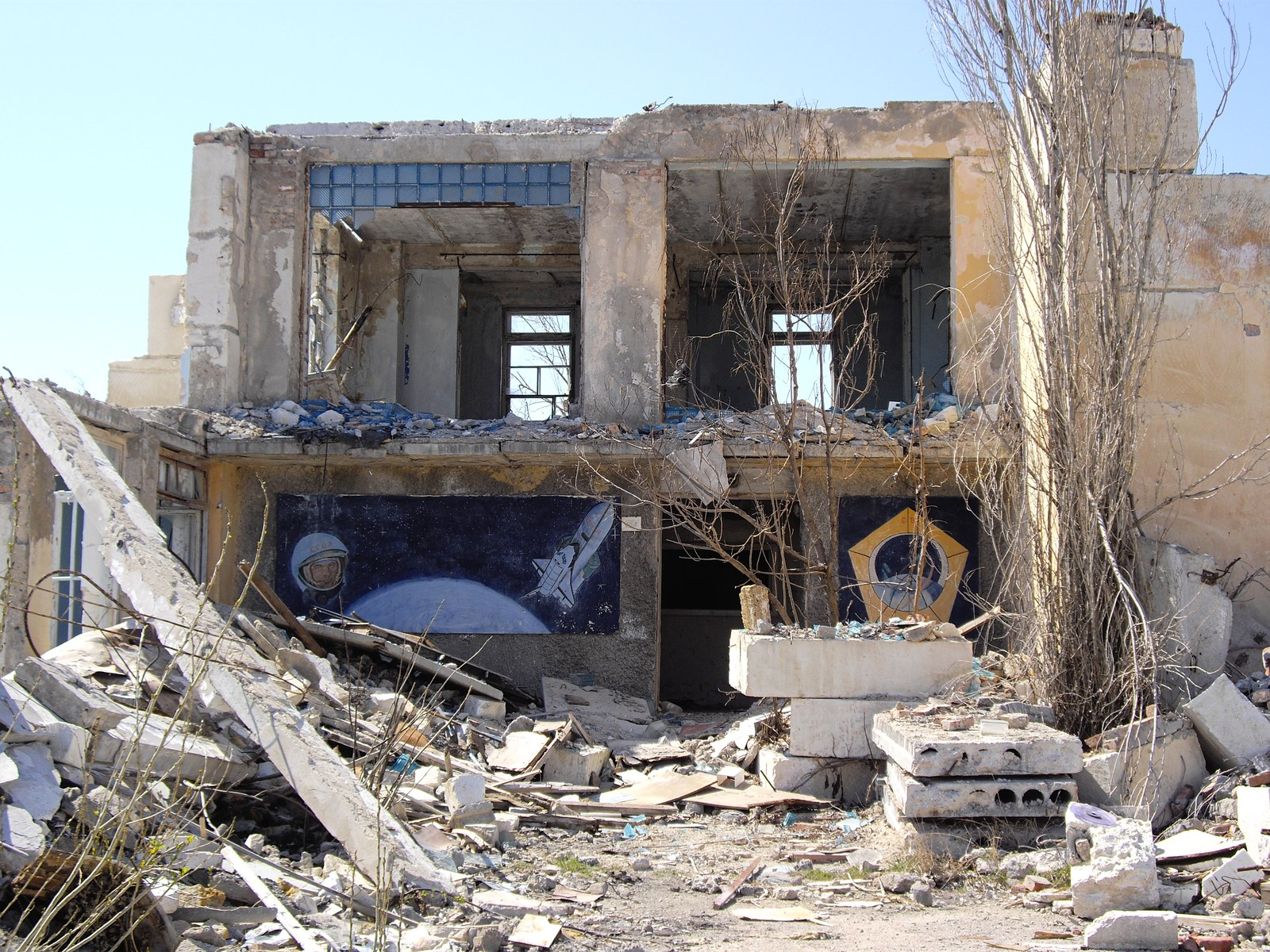
Руїни центру управління «Луноходами» (2009).

### Під владою незалежної України
У 2006 році з'ясовано можливості використання антени ТНА-400 спільно з РТ-70 для бістатичної локації об'єктів ближнього космосу. Планувалося оснащення та застосування антени в європейській РНДБ-мережі за наявності фінансування цієї програми.
Станом на 2013 рік сама антена ТНА-400 була єдиним уцілілим об'єктом у Шкільному. Інші будівлі та споруди на території техмайданчика було продано як будматеріал у 2003—2004 роках. Зруйновані та пограбовані Лунодром, музей та інші будівлі.

### Після анексії Криму Росією
Після анексії Криму Росією в 2014 Роскосмос оголосив про плани відновити антену для управління апаратами для далеких космічних польотів.
У 2020-х роках на території Центру далекого космічного зв'язку «Шкільне» планувалось створення високоточних сучасних антенних систем з діаметрами дзеркал 12 метрів (ТНА-12М) та 32 метри (ТНА-32Л).